# Kraljevstvo Sine
Kraljevstvo Sine (na sererskom jeziku: Sin ili Siin) je bilo drevno serersko kraljevstvo koje se prostiralo na sjevernoj strani delte Salouma na području današnjeg Senegala. Veliki dio stanovništva današnji su Sereri. Stanovnici su se zvali Siin-Siin ili Sine-Sine, što je sererska množina za sererskog demonima, poput Bawol-Bawol ili Saloum-Saloum / Saluum-Saluum, za stanovnike Baola i Salouma, respektivno.
Glavni je grad bio u Mbisselu, a mnogo poslije premješten je u Diakhao. Uglavnom se govorilo sererskim jezikom, a vjera je bila sererska.

## Povijest
Kraljevstvo je postojalo još od pretkolonijalnog doba. Datira od 1350. kad je Maad a Sinig Maysa Wali Jaxateh Manneh (doba Guelowara) stupio na prijestolje.
Kraljevi su nosili naslov Maad a Sinig ili Mad a Sinig. Pojam Bour Sine jednako se koristio uglavnom za ne-serere referrijajući se na sererske kraljeve. Riječ Bour i njene izvedenice kao što je Buur, wolofska je riječ za kralja.
Prema povjesničaru Davidu Galvanu, "Usmena povijesna sjećanja, stari zapisi arapskih i europskih istraživača te fizički antropološki dokazi sugeriraju da su različiti sererski narodi selili južno iz regije Fuuta Tooro (dolina rijeke Senegala) počevši od 11. stoljeća, kad je islam prvi put prešao Saharu". Tijekom naraštaja ovi su narodi, vjerojatno stočari koji su izvorno govorili pulaarski jezik, selili preko wolofskih krajeva i došli u doline rijeka Siin i Saluuma. Ovo dugo razdoblje wolofsko-sererskog kontakta ostavilo nas je nesigurnim u korijene zajedničkog "nazivlja, ustanova, političkih struktura i običaja".
Profesor Étienne Van de Walle datira događaje u nešto bližu povijest i tvrdi da "Nastanak sererskog naroda datira u 13. stoljeće kad je skupina došla sa sjevera doline rijeke Senegala bježeći od islama te kod Niakhara srela drugu skupinu mandinških korijena, imena Guelwar (Gelwar), koji su došli s jugoistoka (Gravrand 1983). Današnja sererska narodna skupina mješavina je dviju, što bi moglo objasniti njihov složeni dvolinearni rodbinski sustav."
Nije sasvim jasno kad je osnovano kraljevstvo Sinea, no u kasnom 14. stoljeću mandinški doseljenici došli u ove krajeve. Vodio ih je matrilinearni klan znan kao Guelwar (Gelwaar). Ovdje su sreli Serere koji su već uspostavili sustav lamanskih vlasti i uspostavili državu koju su vodili Guelwari s glavnim gradom u ili blizu sererskog lamanskog imanja smještenog oko Mbissela.
Kraljevstvo je promijenilo ime u Sine prije 1400. godine. Maad a Sinig Maysa Wali Jaxateh Manneh (varijacije imena: Maysa Wali Jon, Maïssa Wali Jon i dr.) koji je s obitelji pobjegao iz kraljevstva Kaabua poslije bitke kod Troubanga (1335.) dobio je azil koji mu je dalo serersko plemstvo iz Sinea.  Bio je član dinastije Guelwara kojoj je matični kraj Kaabu. Njih je pobijedila dinastija Nyanthio (ili Ñaanco) koja je podrijetlom iz Kaabua za Troubang. Na mandinškom jeziku to je način za uklanjanje klana ili obitelji. Bio je to dinastijski rat između dviju vladarskih kuća.
U početku se mislilo da su Guelwari pokorili sererski narod iz Sinea i Salouma i podložili ih svojoj vlasti. Ova je hipoteza odbačena. Sereri i guelwarska usmena tradicija ne spominju nikakvo vojno osvajanje Guelwara iz Kaabua (koji su bili mješavina Bajnuka i Mandinka), nego da se radi o uniji koja je nastala brakom.
Prema sererskoj usmenoj predaji, Maysa Wali poslije je asimiliran u serersku kulturu i služio je kao pravni savjetnik plemstvu Serera iz Sinea - "Veliko vijeće lamana" - (lamanska klasa - kraljevi ili gentry) te ga je plemstvo i narod okrunilo za vladara. Desetljeće nakon okrunjenja, izabrao je Ndiadianea Ndiayea (ili Njaajaan Njaay na sererskom jeziku) - sererskog plemića iz Waaloa, čije su i ime i prezime sererskog podrijetla, i osnivač djolofskog carstva) za vladara Kraljevstva Djolofa. Bio je prvi senegambijski kralj koji je dobrovoljno prisegao na vjernost Ndiadianeu Ndiayeu i zamolio ostale napraviti isto, čime je Kraljevstvo Sine postalo vazal Djolofskog Carstva.
Zbog ovog znanstvenici predlažu tezu da Djolofsko Carstvo nije nastalo osvajanjem, nego kao dobrovoljna konfederacija raznih država. U rane 1550. godine Kraljevstvo Sine i njegovo sestrinsko sererskog kraljevstvo Saloum zbacili su Djolofe i postala neovisna. Sererska uemena predaja kaže da Kraljevstvo Sine nika dnije plaćalo danak Ndiadianeu Ndiayeu niti njegovim potomcima te da Djolofsko Carstvo nikad nije pldložilo Kraljevstvo Sine te da je Ndiadiane Ndiaye dobio ime iz usta Mayse Walija. Povjesničarka Sylviane Diouf tvrdi da je "svako vazalsko kraljevstvo - Walo, Takrur, Kayor, Baol, Sine, Salum, Wuli i Niani — priznavalo vlast Djolofa Jolof i plaćalo danak."